# رموز هولندا الوطنية
رموز هولندا هي العناصر أو الرموز التي لها معنى رمزي، أو تمثل دولة هولندا الأوروبية. وهذه الرموز تظهر في التعاملات الرسمية مثل الأعلام، شعار النبالة، طوابع البريد، والعملة، وفي مدخل شبكة الإنترنت. وتظهر أقل رسمية في الموضوعات المتكررة مثل الأدب والفن والفن الشعبي، وعلم شعارات النبالة، والمعالم، والملابس، والديكور الشخصي، وفي أسماء الحدائق والجسور والشوارع والنوادي.

### العلم

علم هولندا

### الشعار

شعار هولندا

## رموز رسمية

### النشيد الوطني
هت فلهلموس

### أخرى
لطالما ارتبط اللون البرتقالي بهولندا بسبب وليام أورانج.
وأمور أخرى ترتبط عادة مع هولندا وتشمل الزنبق، القباقيب، جبن جودة وطواحين الهواء.